# فرانكلينيت
فرانكلينايت (بالإنجليزية: Franklinite )‏ عبارة عن معدن صيغته ZnFe2O4. ويرتبط مع منجم فرانكلين ومناجم هيل الاسترليني في نيو جيرسي.

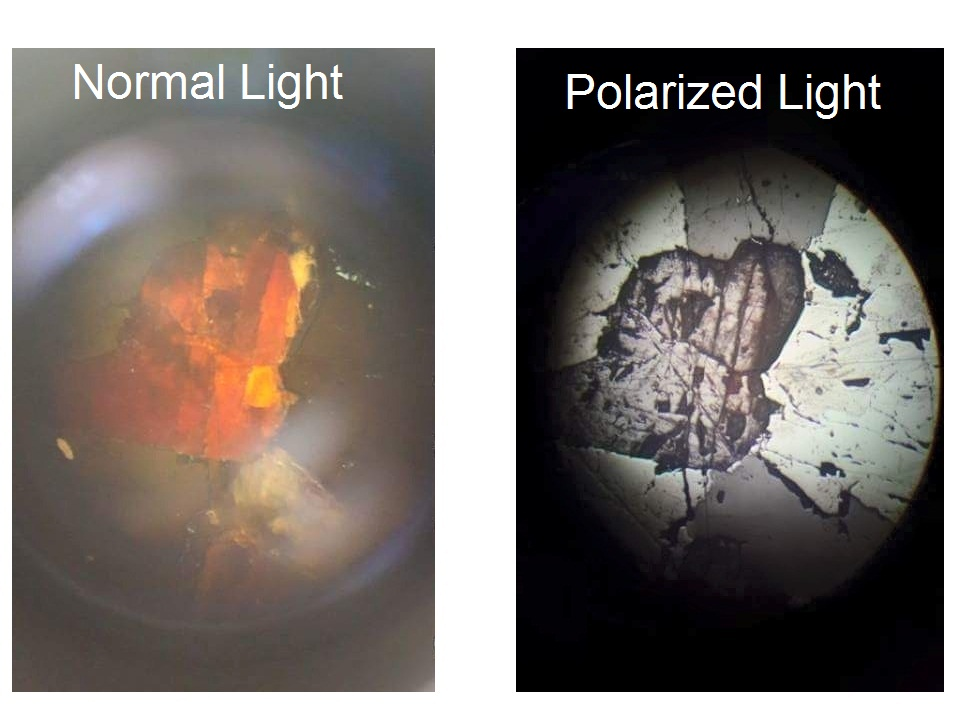
الفرانكلينيت تحت المجهر